# ديزي جرانادوس
ديزي جرانادوس هي ممثلة كوبية، ولدت في 9 ديسمبر 1942 بسينفويغوس في كوبا.

## وصلات خارجية
- ديزي جرانادوس على موقع IMDb (الإنجليزية)
- ديزي جرانادوس على موقع ألو سيني (الفرنسية)
- ديزي جرانادوس على موقع أول موفي (الإنجليزية)
- ديزي جرانادوس على موقع قاعدة بيانات الأفلام السويدية (السويدية)
- ديزي جرانادوس على موقع قاعدة بيانات الفيلم (الإنجليزية)
- ديزي جرانادوس على موقع كينوبويسك (الروسية)